# Vazeilles-Limandre
Vazeilles-Limandre – miejscowość i gmina we Francji, w regionie Owernia-Rodan-Alpy, w departamencie Górna Loara.
Według danych na rok 1990 gminę zamieszkiwały 202 osoby, a gęstość zaludnienia wynosiła 17 osób/km² (wśród 1310 gmin Owernii Vazeilles-Limandre plasuje się na 648. miejscu pod względem liczby ludności, natomiast pod względem powierzchni na miejscu 745.).